# 浪花町 (大阪市)
浪花町（なにわちょう）は、大阪府大阪市北区にある町名。丁番を持たない単独町名である。

## 地理
大阪市北区の東部に位置。東は天神橋筋を挟んで天神橋5丁目・6丁目、北は都島通を挟んで本庄東、西は浮田・黒崎町、南はJR大阪環状線を挟んで山崎町に接する。
天神橋筋の西側に位置し、南北に長い地域である。北端部には天神橋筋六丁目駅があり、地内南側には天五中崎通商店街が通る。

## 歴史
元は西成郡川崎村の一部。
1897年（明治30年）に大阪市へ編入されて北区西成川崎となり、1900年（明治33年）に北区天神橋筋西1 - 2丁目・天神橋筋6丁目に改編、1924年（大正13年）に天神橋筋西2丁目の全域および同1丁目の城東線（現：大阪環状線）以北と天神橋筋6丁目の天神橋西筋（現：天神橋筋）以西を改編して浪花町の町名が誕生した。
1943年（昭和18年）に都島通以北が大淀区へ分割され、大淀区側は1977年（昭和52年）に天神橋7丁目と本庄東1丁目のそれぞれ一部となった。

## 世帯数と人口
2019年（平成31年）3月31日現在の世帯数と人口は以下の通りである。
| 町丁   | 世帯数    | 人口    |
| ------ | --------- | ------- |
| 浪花町 | 1,067世帯 | 1,544人 |

### 人口の変遷
国勢調査による人口の推移。
| 1995年（平成7年）  | 1,091人 | [ 5 ] |  |
| 2000年（平成12年） | 1,369人 | [ 6 ] |  |
| 2005年（平成17年） | 1,719人 | [ 7 ] |  |
| 2010年（平成22年） | 1,664人 | [ 8 ] |  |
| 2015年（平成27年） | 1,606人 | [ 9 ] |  |

### 世帯数の変遷
国勢調査による世帯数の推移。
| 1995年（平成7年）  | 526世帯   | [ 5 ] |  |
| 2000年（平成12年） | 899世帯   | [ 6 ] |  |
| 2005年（平成17年） | 1,098世帯 | [ 7 ] |  |
| 2010年（平成22年） | 1,111世帯 | [ 8 ] |  |
| 2015年（平成27年） | 1,095世帯 | [ 9 ] |  |

## 学区
市立小・中学校に通う場合、学区は以下の通りとなる。北区内の全ての市立中学校と、大阪市内の小中一貫校が対象で学校選択が可能（抽選を実施）。
| 番・番地等 | 小学校             | 中学校             |
| ---------- | ------------------ | ------------------ |
| 全域       | 大阪市立扇町小学校 | 大阪市立天満中学校 |

## 事業所
2016年（平成28年）現在の経済センサス調査による事業所数と従業員数は以下の通りである。
| 町丁   | 事業所数  | 従業員数 |
| ------ | --------- | -------- |
| 浪花町 | 216事業所 | 1,713人  |

## 施設
- 天五中崎通商店街（おいでやす通り）
- レオパレス21大阪支社
- 産経新聞天六販売店
- 大信寺 - 法相宗
- 法正寺 - 浄土真宗本願寺派

### かつて存在した施設
- TSUTAYA天六店

## 交通

### 鉄道
- 地下鉄堺筋線・谷町線・阪急電鉄「天神橋筋六丁目駅」

### 道路
主要地方道
- 大阪府道・京都府道14号大阪高槻京都線（天神橋筋）
- 大阪市道大阪環状線（都島通）

### 路線バス
大阪シティバス
- 天神橋五丁目

## その他

### 日本郵便
- 〒530-0022[3]（集配局：大阪北郵便局[12]）